# Maria di Scozia (film)
Maria di Scozia (Mary of Scotland) è un film statunitense del 1936, diretto da John Ford e, non accreditato, Leslie Goodwins. È un adattamento del dramma omonimo di Maxwell Anderson del 1933.
Il film venne presentato in concorso alla 4ª Mostra del Cinema di Venezia.

## Trama
La storia, di ambientazione storica, prende in esame la vita di Maria Stuarda, salita al trono di Scozia a diciotto anni, quindi dal suo ritorno in Scozia dalla Francia.
Il film inizia con Elisabetta furiosa per lo sbarco imminente della cugina in Scozia in quanto vera pretendente al trono inglese in quanto nata da matrimonio regolare mentre Anna Bolena, madre di Elisabetta, difatti non aveva avuto il suo matrimonio riconosciuto. Quindi Elisabetta tenta di bloccare lo sbarco chiedendo di usare delle navi che issano bandiera nera per assaltare il convoglio di Maria. Maria però riesce a sbarcare a Leith e si reca al castello di Holyrood in quanto i corsari hanno preso la nave che trasportava i suoi cavalli e non lei. I lord scozzesi la incontrano e le chiedono di cambiare religione ma lei afferma di rimanere salda nella sua fede alla religione cattolica, poi affrontano la questione di un nuovo matrimonio. Viene proposto lord Darnley che è uno Stuart, terzo erede alla corona di Inghilterra. All'inizio Maria rifiuta ma poi cede al matrimonio di convenienza. Darney resta vittima di un complotto dopo solo due anni, dopo anche l'uccisione di Davide Riccio, consigliere di Maria. Maria resta praticamente isolate per cui intesse una relazione con Bothwell, l'assassino del marito, per arrivare alla rivalità con la cugina Elisabetta I d'Inghilterra, che inizialmente le offre asilo, poi la consegna al boia per la decapitazione.

## Produzione
Katharine Hepburn fece la sua unica esperienza come regista girando una scena di questo film che il regista John Ford aveva dichiarato di voler tagliare. Ad aiutarla, il coprotagonista Fredric March.
Ginger Rogers avrebbe desiderato recitare in questo ruolo ma la RKO rifiutò la sua richiesta considerando che il suo ruolo non fosse adeguato alla sua immagine.

## Distribuzione
Negli Stati Uniti, il film venne proiettato nei cinema il 28 luglio 1936. Del film, girato in bianco e nero, esiste anche una versione colorizzata.